# Myriaspora
Myriaspora là chi thực vật có hoa trong họ Mua.